# Sebastian Balfour
Sebastian Balfour (1941) è uno storico e ispanista britannico.
Di origini inglesi, professore alla London School of Economics, è stato autore di ricerche sull'impiego di armi chimiche e gas tossici da parte della Spagna contro la popolazione civile durante la Guerra del Rif, giungendo ad un giudizio storico condiviso anche da María Rosa de Madariaga.
Tale tesi è stata espressa soprattutto nel libro Deadly Embrace: Morocco and the Road to the Spanish Civil War Secondo l'autore, la Guerra civile spagnola e l'instaurazione della dittatura franchista non sarebbero pienamente comprensibili senza conoscere l'esistenza dell'esercito africanista, definito nell'ideologia e negli armamenti durante la guerra di Rif e l'occupazione coloniale del Marocco. Questi elementi aprono alla possibilità di un'ipotesi di reimpiego delle armi chimiche contro parte della popolazione civile spagnola, successivamente alla Guerra del Rif.
Fra i suoi alievi, vi fu lo storico e politologo Alejandro Quiroga.